# اژدهاتو
اژتو، روستایی از توابع بخش مرکزی شهرستان زنجان در استان زنجان ایران است.

## جمعیت
براساس سرشماری مرکز آمار ایران در سال ۱۳۸۵، جمعیت آن ۱٬۲۷۶ نفر (۳۶۴خانوار) بوده‌است.(سال ۱۴۰۰ .۵۰۰خانوار)(جمعیت بیش از ۲۰۰۰نفر)